# 橋本駅循環ミニバス

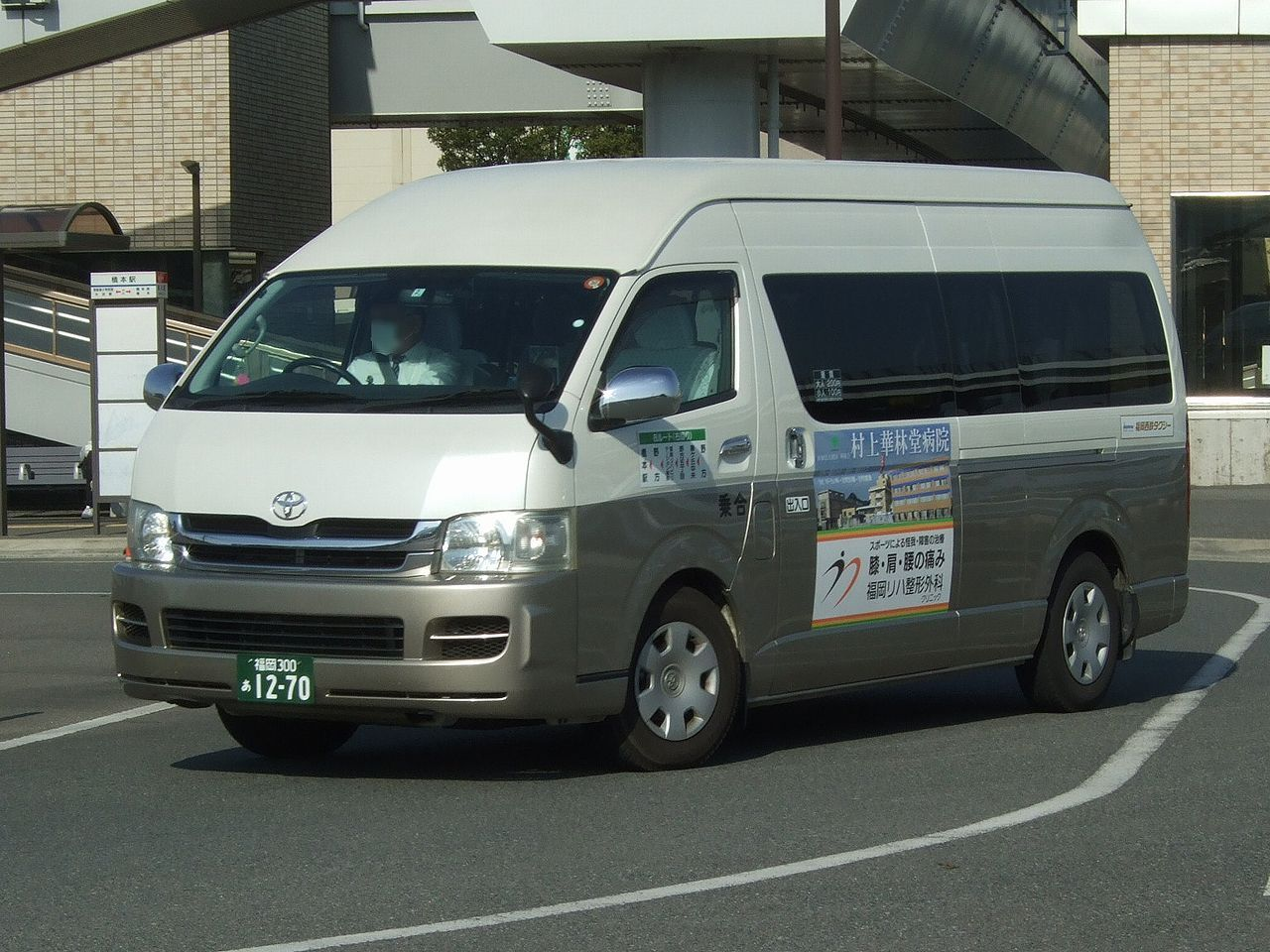
運行終了時点での車両（「のるーと」に転用された）

橋本駅循環ミニバス（はしもとえきじゅんかんミニバス）は、かつて福岡県福岡市西区の福岡市地下鉄七隈線橋本駅と周辺の野方・橋本地区を結んで運行されていた公共交通である。

## 概要
橋本駅を拠点に周辺地区を循環して運行する路線で、野方地区南部の丘陵地の住宅地を経由するルートとなっている。また、西鉄バス壱岐営業所や橋本駅周辺の病院なども経由する。
壱岐、壱岐東、壱岐南、金武の4小学校校区自治協議会が中心となって組織する「金武・壱岐ブロックまちづくり協議会」が実施主体となり、沿線の病院、商業施設などが協賛する。
社会実験開始当初は西日本鉄道が運行していたが、のちに同社の子会社の福岡西鉄タクシーによる運行となった。
当路線は福岡市生活交通条例の適用対象ではなく、福岡市による補助は行われていない。

## 沿革
- 2011年10月29日 - 社会実験として橋本駅循環バスを運行開始[3]。
- 2012年1月28日 - この日限りで橋本駅循環バスの運行を終了。
- 2013年12月1日 - 橋本駅循環ミニバスを運行開始。当初は2014年5月31日までの期間限定運行[4]。（のちに3か月間延長、さらに1か月間再延長[5]）
- 2014年9月30日 - この日限りで橋本駅循環ミニバスの運行を終了。
- 2015年12月7日 - 福岡西鉄タクシーの運行により運行再開。当初は2016年6月6日までの期間限定運行（のちに延長）[6]
- 2017年1月4日 - ダイヤ改正。
  - 野方地区南西部の野方台公園周辺を巡るルートに変更。
  - 野方台団地始発・終着便を廃止。
  - 11本→10本に減便。
- 2017年12月1日 - 橋本駅循環ミニバス運行連絡会議（2017年8月25日開催）および平成29年度第2回福岡市地域公共交通会議（2017年9月6日開催）に基づきダイヤ改正[2]。
  - 生松台を経由しなくなり、勧進原公園、野方団地集会所などを経由する路線に変更。
  - 壱岐南公民館入口バス停を新設。
  - 橋本駅・野方・大河原を除き、西鉄バスの他路線の停車するバス停に停車しなくなる。
  - 各便とも始発時刻を5分前後繰り上げ。
  - 使用車両の弾力化を目的として、車両をハイエースコミューター（2ナンバー、乗客定員12人）からハイエースのジャンボタクシー車両（3ナンバー、乗客定員9人）に変更。乗合タクシー形態（定時定路線型）での運行に転換。
  - 運賃を200円均一に値上げ。ICカードでの乗り継ぎ割引を廃止。
- 2018年12月1日 - 運行形態の変更（運行時刻は据え置き）。
  - 定期券・各種乗り放題定期券の取扱いを廃止。
  - 満員時のタクシー運行を中止。
- 2020年6月1日 - 運行形態変更(定時運行の中止)
  - オンデマンドバス「のるーと」に転換された。[7]
  - 専用車は福岡西鉄タクシーから親会社の西日本鉄道の壱岐自動車営業所へ転籍され社番0571が付与されている。

## 路線

### 2011年10月29日-2012年1月28日

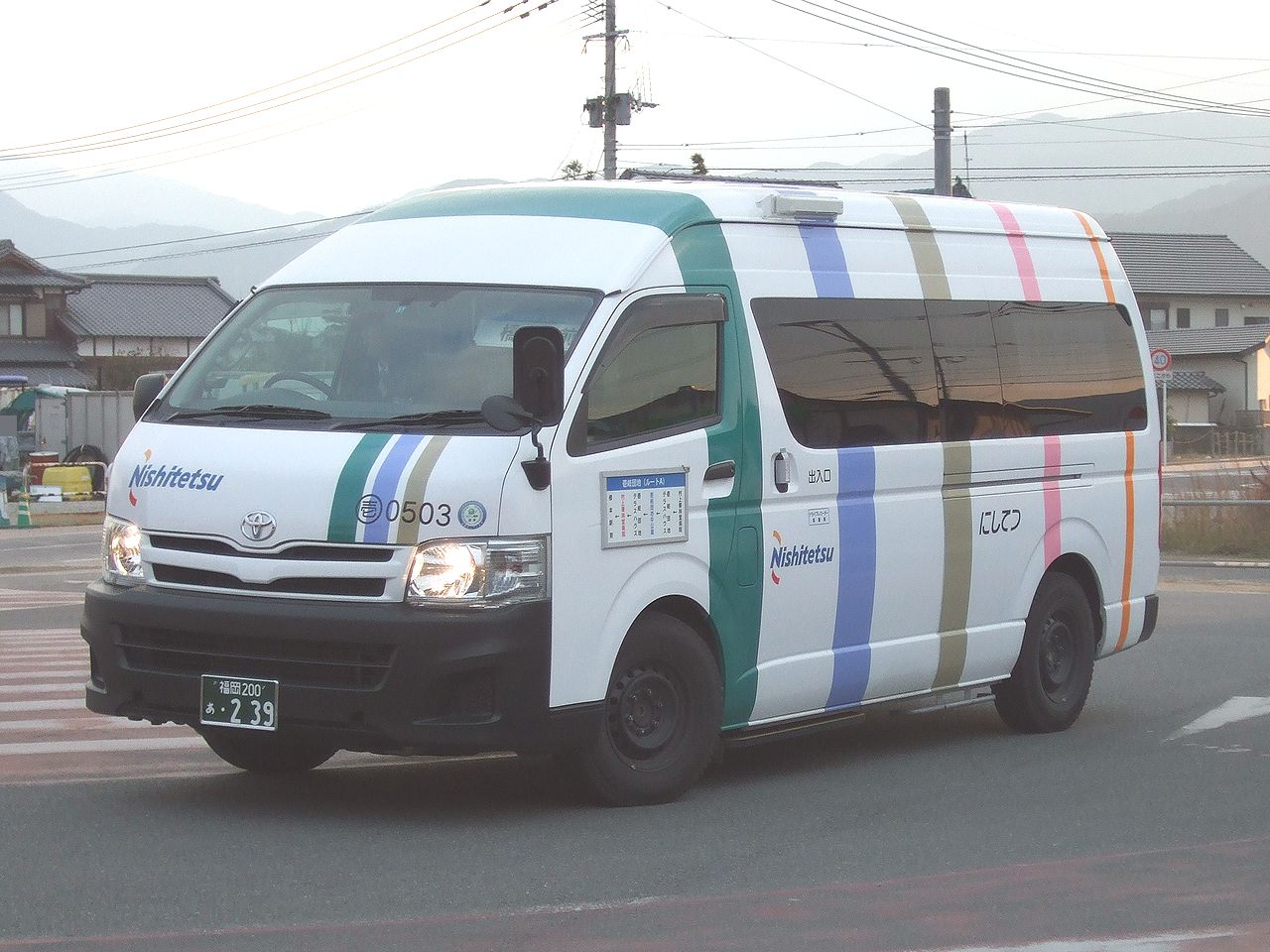
社会実験開始当初のAルート（休日）

- ルートA：橋本駅 → 村上華林堂病院前 → 壱岐団地テラスハウス第一 → 壱岐団地テラスハウス第二 → 壱岐団地中公園前 → 壱岐団地20棟前 → 壱岐団地12棟前 → 壱岐団地3棟前 → 壱岐団地42棟前 → 壱岐団地27棟前 → 壱岐団地テラスハウス第二 → 壱岐団地テラスハウス第一 → 村上華林堂病院前 → 橋本駅
- ルートB：橋本駅 → 壱岐南小学校前 → 野方三丁目第一 → 野方三丁目第二 → 野方三丁目集会所前 → 野方三丁目第三 → 野方四丁目第一 → 野方四丁目第二 → 野方二丁目第一 → 野方二丁目第二 → 壱岐南小学校前 → 橋本駅

最初の社会実験開始時には、橋本駅の北西にある壱岐団地を経由するルートA（4.3km）と、野方地区南部の丘陵部の住宅地を経由するルートB（4.1km）の2路線が設定された。いずれも一方方向のみの循環、平日は7時台から19時台まで、土日祝日は8時台から18時台までの運行で、ルートAは平日24本（概ね毎時2本）・土日祝日13本（概ね毎時1本）の運行で所要時間13分、ルートBは平日27本（概ね毎時2本、朝夕のみ毎時3本）・土日祝日13本（概ね毎時1本）の運行であった。
運賃は200円均一で、nimoca（およびnimocaとの相互利用カード）や交通用福祉ICカードは利用可能であったが、西鉄バスの定期券は乗り放題定期券も含めて利用不可能であった。
車両はルートAの平日には他路線から転用された三菱ローザが、ルートAの土日祝日とルートBには新車として導入されたトヨタ・ハイエースコミューター（2ナンバー、乗客定員12名、一般路線バスと同一塗装）が使用された。
2012年1月28日に社会実験を終了し運行終了した。

### 2013年12月1日-2014年9月30日
- 橋本駅 → 村上華林堂病院 → 福岡壱岐郵便局前 → 大河原 → 野方 → 野方遺跡入口 → 野方西団地 → 福岡リハ整形外科クリニック → 福岡リハビリテーション病院 → 生松台入口 → 生松台一丁目 → 生松台二丁目 → 生松台三丁目 → 野方台 → 上野方台団地 → 野方五丁目 → 野方南三区集会所 → 野方四丁目 → ウッディテニスコート前 → 萩ヶ丘中央 → 藤ヶ丘集会所 → 藤ヶ丘中央 → 壱岐南小学校入口 → 道隈 → タケシマ整形外科医院 → 野方 → 大河原 → 福岡壱岐郵便局前 → 村上華林堂病院 → 橋本駅
  - 始発便は野方始発橋本駅行き、最終便は橋本駅始発野方止まり

社会実験の結果を踏まえ、「金武・壱岐ブロックまちづくり協議会」との協議により、運行開始した新路線である。社会実験時と異なり1路線で、壱岐団地は経由せず生松台経由となり、西鉄バス壱岐営業所、商店街、郵便局、医療・福祉施設の利用を考慮した経路となっている。そのため運行距離も長くなり、1周の所要時間も37分となった。全便が左回りの一方方向の循環となっている。また、沿線の病院や商業施設からの協賛を得ている。
平日・土日祝日ともに共通のダイヤとなり、7時台から19時台まで13本（概ね1時間間隔）での運行であった。運賃は区間により160円または170円となり、nimocaのほか、西鉄バスの定期券や乗り放題乗車券も利用可能となった。
車両は社会実験時に導入したハイエースを再度使用した。
当初は2014年5月31日までの期間限定運行の予定で、2度にわたり運行期間が延長されたが、2014年9月30日限りで運行終了した。

### 2015年12月7日-2016年12月30日
- Aルート：橋本駅 → 村上華林堂病院 → 大河原 → 野方 → 野方遺跡入口 → 野方西団地 → 福岡リハ整形外科クリニック → 福岡リハビリテーション病院 → 生松台入口 → 生松台一丁目 → 生松台二丁目 → 生松台三丁目 → 野方台 → 上野方台団地 → 野方五丁目 → 野方南三区集会所 → 野方四丁目 → ウッディテニスコート前 → 萩ヶ丘中央 → 藤ヶ丘集会所 → 藤ヶ丘中央 → 藤ヶ丘団地 → 壱岐南小学校入口 → 道隈 → タケシマ整形外科医院 → 野方 → 大河原 → 村上華林堂病院 → 橋本駅
- Bルート：Aルートと逆順
- Cルート：橋本駅 → （この間Bルートと同順、Aルートと逆順） → 野方五丁目 → 野方台団地
- Dルート：野方台団地 → 野方五丁目 → （この間Aルートと同順） → 橋本駅

2015年12月7日に沿線の医療施設や商業施設などの広告協賛を得て運行を再開した。路線自体は前回の試行運行時の路線をほぼ踏襲するが、前回の試行運行時と異なり、左回りのAルートは朝のみの運行となり、昼間以降の便は右回りのBルートとなった。また、野方台団地発着のCルートとDルートが設定された。
平日・土日祝日ともに共通のダイヤで、概ね1時間間隔での運行であるが、8時台から18時台までの運行となり、運行本数は11本に減便されている。8時台の始発便がDルート、9時台と10時台の2本がAルート、11時台・12時台・14-17時台の計6本がBルート、13時台と18時台の最終便の2本がCルートである。年末年始（12月31日-1月3日）は運休となる。
運賃は170円均一。nimocaのほか西鉄バスの定期券や乗り放題乗車券も利用可能だが、2016年6月より発売された福岡市内1日フリー乗車券は利用できない。
車両は社会実験時および前回の試行運行で使用されたハイエースを福岡西鉄タクシーに譲渡し再度使用している。
2016年の運行終了後ダイヤ改正を実施した。

### 2017年1月4日-2017年11月30日
- 左回り：橋本駅 → 村上華林堂病院 → 大河原 → 野方 → 野方遺跡入口 → 野方西団地 → 福岡リハ整形外科クリニック → 福岡リハビリテーション病院 → 生松台入口 → 生松台一丁目 → 生松台二丁目 → 生松台三丁目 → 野方台 → 野方台公園西 → 野方台公園南 → 野方一号緑地 → 野方南三区集会所 → 野方四丁目 → ウッディテニスコート前 → 萩ヶ丘中央 → 藤ヶ丘集会所 → 藤ヶ丘中央 → 藤ヶ丘団地 → 壱岐南小学校入口 → 道隈 → タケシマ整形外科医院 → 野方 → 大河原 → 村上華林堂病院 → 橋本駅
  - 始発便は野方始発橋本駅行き
- 右回り：（左回りと逆順）

2017年運行開始日よりダイヤ改正を実施。野方地区南西部の野方台公園周辺を巡るルートに変更されたほか、野方台団地発着の便はなくなり、始発便を除く全便が循環運行となった。概ね1時間1本の運行であるが、最終便の発車時刻が繰り上げられ、運行本数は10本となった。

### 2017年12月1日-2020年5月31日
- Aルート（左回り）：橋本駅 → 村上華林堂病院 → 大河原 → 野方 → 【福岡リハ整形外科クリニック → 福岡リハビリテーション病院】 → 野方団地集会所 → 新池東 → 【野方南三区集会所 → 野方五丁目 → 野方台公園西 → 野方台公園南 → 野方一号緑地 → 野方南三区集会所】 → 野方四丁目 → 勧進原公園前 → 勧進原公園東 → ウッディテニスコート前 → 萩ヶ丘中央 → 藤ヶ丘集会所 → 藤ヶ丘中央 → 壱岐南公民館入口 → タケシマ整形外科医院 → 野方 → 大河原 → 村上華林堂病院 → 橋本駅
- Bルート（右回り）：Aルートと逆順（【 】内はAルートと同一順）

主な改正内容については沿革を参照。既存西鉄バス路線との重複をほぼ避けたルートとなり、大型バスの走行できない狭隘路の区間が増えた。